# Rienzenstock
Rienzenstock är en bergstopp i Schweiz.   Den ligger i kantonen Uri, i den centrala delen av landet, 100 km öster om huvudstaden Bern. Toppen på Rienzenstock är 2 957 meter över havet, eller 877 meter över den omgivande terrängen. Bredden vid basen är 7,3 km.
Terrängen runt Rienzenstock är huvudsakligen bergig. Närmaste större samhälle är Erstfeld, 15,1 km norr om Rienzenstock. 
Trakten runt Rienzenstock består i huvudsak av gräsmarker. Runt Rienzenstock är det glesbefolkat, med 17 invånare per kvadratkilometer.